# 青龍寺大殿

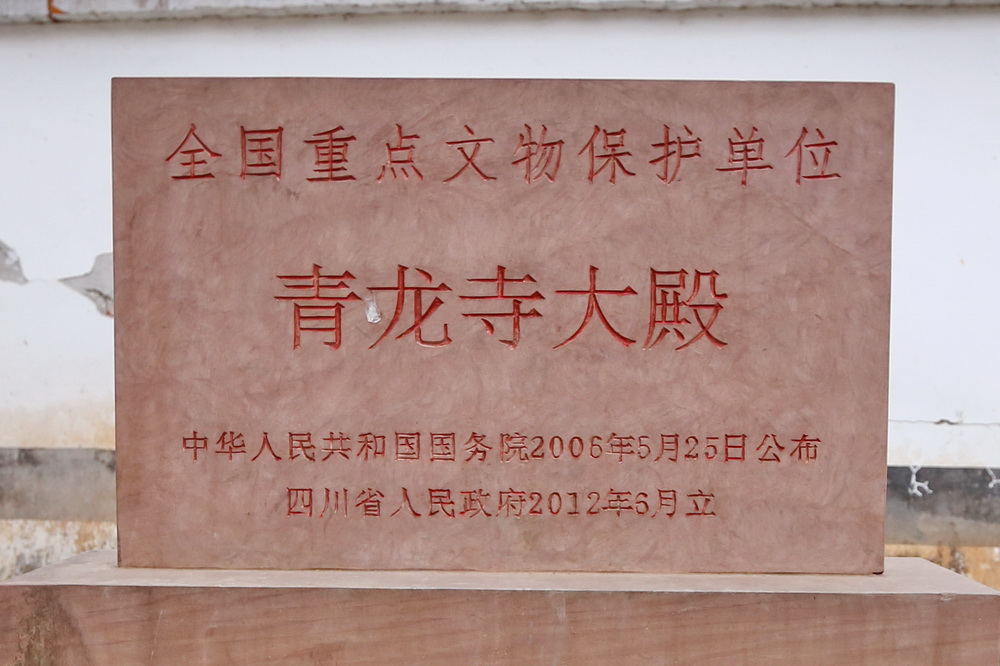
国保碑

青龍寺大殿位於四川省蘆山縣龍門鄉，文物遺址年代判定為元。1991年4月16日公佈為四川省第三批文物保護單位。2006年5月25日列為第六批全國重點文物保護單位。